# Torre árabe de la Ermita de San Miguel
La Torre Árabe de la Ermita de San Miguel de Corbera se encuentra sobre un cerro cercano a la población, llamado de San Miquel.
Se trata, según la Dirección General de Patrimonio Cultural de la Consejería de Cultura de la Generalidad Valenciana, de una ermita de reconquista construida según V. Banyunls en 1273, mientras que L.A. Castelló considera la fecha de construcción 1276. Las citadas fuentes declaran que el monumento está catalogado como Bien de interés cultural con nº anotación en el ministerio: R-I-51-0009217 y fecha de anotación en el ministerio: 24/04/1996.

## Historia
La pacificación definitiva de la comarca se alcanzó alrededor de 1276, año en que se hace un Mandamiento Real de D. Jaime I, firmado en Alcira el 12 de julio de 1276; que en realidad consistía en una renovación de otro ya expedido en 12 de julio de 1248 que al parecer fue robado; en tales mandamientos se hace donación a favor de fray Bernardo Oller, rector de la iglesia de Corbera, y sus descendientes, del monte "que hay frente al castillo de Corbera", "para construir en el iglesia, más unas casas, un huerto de cuatro hanegadas y dos yugadas de tierra próxima". Lo cual podría en duda las anteriores fechas de construcción, pudiéndose considerar el inicio de ésta hacia finales de 1248, y no en 1273 o 76. 
El cerro es un lugar prominente que es un centro geográfico, lo cual podía ayudar a convertirse en punto de encuentro entre cristianos de diferentes alquerías dispersas por el término, ya que en este momento aún no existe como tal la población de Corbera. Tras su construcción se reubica en la ermita/parroquia la Virgen del Castillo y se da lugar a un núcleo de población alrededor de la edificación. 
Poco a poco se produce su deterioro, en parte por la disputa de la misma con otras poblaciones, en parte por el acontecer histórico de la zona, y aunque se mantuvo el culto hasta finales del siglo XIX, prácticamente sólo se utilizaba el día de San Miguel.

## Descripción
La torre se halla en un lamentable estado de conservación, quedando en pie apenas unos restos de la pared lateral derecha de la ermita, que debía de servir de casa al ermitaño.
Podría describirse como una típica torre vigía musulmana. Su base es de tapial y tiene planta prácticamente cuadrada, con dimensiones exteriores de 8 x 9,5 metros. 